# 台灣海岸
| \| 本條目屬於 臺灣系列 \| |
| 前往臺灣主題頁 |
| 臺灣概況 - 經濟 • 政治 • 法律 • 人權 • 能源 • 交通 行政區劃 • 城市 • 政府 • 政黨 • 選舉 • 總統 • 外交 軍事 • 族群 • 人口 • 公民 • 原住民族 • LGBT權益 臺海現狀 • 臺灣問題 |
| 臺灣文化 （總覽） - 文學 • 料理 • 茶藝 • 小吃 • 夜市 • 郵票 建築 • 語言 • 宗教 • 葬禮 • 古蹟 • 遺址 • 國寶 民俗文物 • 節日 • 教育 • 體育 • 媒體 • 眷村 文化活動 • 觀光 • 購物中心 • 百貨公司 世界遺產潛力點 • 歷史建築百景 • 流行文化                                                    |
| 臺灣藝術 （總覽） - 音樂 • 漫畫 • 動畫 • 電影 • 攝影 • 舞蹈 戲劇 • 臺劇 |
| 臺灣地理 （總覽） - 天文 • 氣候 • 地質 • 地震 • 斷層 • 火山 • 生態 濕地 • 山峰 • 山脈 • 湖泊 • 水庫 • 河流 • 溫泉 島嶼 • 海岸 • 特殊生物 • 保育生物 • 生態環境 自然保護區 • 國家公園 • 森林遊樂區 縣市級風景特定區 • 直轄市級風景特定區 國家級風景特定區                                 |
| 臺灣歷史 （詳細） - 史前時期(-1624)↓理蕃政策(1933) 原住民聯盟與政權↓奧蘭治城包圍戰(1662)↓澎湖海戰(1683)↓馬關條約(1895)↓日本投降(1945) 荷屬福爾摩沙/西屬艾爾摩莎 鄭氏政權清治時期 日治時期 戰後時期 │1624│1649│1674│1699│1724│1749│1774│1799│1824│1849│1874│1899│1924│1949│1974│1999│2024 |
| 閱 • 論 • 编 |
| 本條目屬於 臺灣系列 |

台灣由於位處歐亞大陸板塊與菲律賓海板塊的交界，加上海水潮汐侵蝕與漂沙堆積作用下，海岸地形複雜多變，台灣本島海岸線全長約1,200公里，加上週邊島嶼約有1,520公里長的海岸線。依據2020年台灣營建署報告，目前已經有44.45%人工化海岸線，剩餘55.55%的自然海岸線。

## 海岸地形
北部海岸屬於地形起伏較大的侵蝕海岸，淡水河口以東到金山多為陽明山火山岩形成的安山岩海岸，金山以東到三貂角多為岬灣海岸，在許多溪流出海口會有沙灘或礫灘分佈。
西北部與西部海岸有林口台地斷層多為礫石灘海岸，河口附近才有沙岸，桃竹苗多為海風風吹沈積的沙丘海岸，中彰雲由許多河川堆積泥沙形成灘地海岸，西南部的雲嘉南高屏除了跟西北岸同樣有河口沈積沙岸以外，也會在海岸形成潟湖或淤積成為海埔新生地。
東部海岸則是斷層海岸以及單面山與海蝕平臺等地形，北往南有堅硬的片麻岩與大理石組成的礁溪斷層海岸，宜蘭沖積平原，蘇花斷層海岸，礫石灘與岩岸地形的大武斷層海岸。
恆春半島主要是珊瑚礁與礫石灘海岸，也有珊瑚與貝殼碎片堆積而成的沙灘海灣，較大的沙灘如風吹沙與南灣兩個沙灘，東南海岸的佳樂水以北到九棚灣以巨大石塊與礫石灘為主，南仁的鼻頭以北到港仔海岸為九棚港仔大沙漠。

## 海岸潮差
台灣的北海岸與東海岸潮差在2公尺以下。
西海岸從淡水河口往西南到新竹縣鳳山溪潮差在2到4公尺，鳳山溪河流出海口潮差在2到4公尺，部分區域潮差會到4公尺以上，大安溪口到大度溪出海口潮差都在4公尺左右，北港溪與大肚溪出海口潮差在2到4公尺，北部潮差較大，北港溪到曾文溪出海口潮差都在2公尺到4公尺，曾文溪以南的西海岸潮差都在2公尺以下。
南部恆春半島海岸潮差也都在2公尺以下。

## 概況
| 海岸別             | 行政區         | 地名 | 河川水系 | 景點 | 海岸類型 |
| ------------------ | -------------- | ---- | -------- | ---- | -------- |
| 北部岬灣海岸       | 新北市淡水區   |      |          |      | 岩岸     |
| 北部岬灣海岸       | 新北市三芝區   |      |          |      | 岩岸     |
| 北部岬灣海岸       | 新北市石門區   |      |          |      | 岩岸     |
| 北部岬灣海岸       | 新北市金山區   |      |          |      | 岩岸     |
| 北部岬灣海岸       | 新北市萬里區   |      |          |      | 岩岸     |
| 北部岬灣海岸       | 基隆市         |      |          |      | 岩岸     |
| 北部岬灣海岸       | 新北市瑞芳區   |      |          |      | 岩岸     |
| 東部斷層海岸       | 新北市貢寮區   |      |          |      | 岩岸     |
| 東部斷層海岸       | 宜蘭縣蘇澳鎮   |      |          |      | 岩岸     |
| 東部斷層海岸       | 宜蘭縣南澳鄉   |      |          |      | 岩岸     |
| 東部斷層海岸       | 花蓮縣秀林鄉   |      |          |      | 岩岸     |
| 東部斷層海岸       | 花蓮縣新城鄉   |      |          |      | 砂岸     |
| 東部斷層海岸       | 花蓮市         |      |          |      | 砂岸     |
| 東部斷層海岸       | 花蓮縣壽豐鄉   |      |          |      | 岩岸     |
| 東部斷層海岸       | 花蓮縣豐濱鄉   |      |          |      | 岩岸     |
| 東部斷層海岸       | 臺東縣長濱鄉   |      |          |      | 岩岸     |
| 東部斷層海岸       | 臺東縣成功鎮   |      |          |      | 岩岸     |
| 東部斷層海岸       | 臺東縣卑南鄉   |      |          |      | 砂岸     |
| 東部斷層海岸       | 臺東縣太麻里鄉 |      |          |      | 砂岸     |
| 東部斷層海岸       | 臺東縣大武鄉   |      |          |      | 砂岸     |
| 東部斷層海岸       | 臺東縣達仁鄉   |      |          |      | 砂岸     |
| 恆春半島珊瑚礁海岸 | 屏東縣滿州鄉   |      |          |      | 砂岸     |
| 恆春半島珊瑚礁海岸 | 屏東縣恆春鎮   |      |          |      | 珊瑚礁   |
| 恆春半島珊瑚礁海岸 | 屏東縣枋山鄉   |      |          |      | 砂岸     |
| 西部砂泥海岸       | 新北市八里區   |      |          |      | 砂岸     |
| 西部砂泥海岸       | 新北市林口區   |      |          |      | 砂岸     |
| 西部砂泥海岸       | 桃園市大園區   |      |          |      | 砂岸     |
| 西部砂泥海岸       | 桃園市觀音區   |      |          |      | 砂岸     |
| 西部砂泥海岸       | 新竹縣新豐鄉   |      |          |      | 砂岸     |
| 西部砂泥海岸       | 新竹市         |      |          |      | 砂岸     |
| 西部砂泥海岸       | 苗栗縣竹南鎮   |      |          |      | 砂岸     |
| 西部砂泥海岸       | 苗栗縣後龍鎮   |      |          |      | 砂岸     |
| 西部砂泥海岸       | 苗栗縣通霄鎮   |      |          |      | 砂岸     |
| 西部砂泥海岸       | 苗栗縣苑里鎮   |      |          |      | 砂岸     |
| 西部砂泥海岸       | 臺中市大甲區   |      |          |      | 砂岸     |
| 西部砂泥海岸       | 臺中市清水區   |      |          |      | 砂岸     |
| 西部砂泥海岸       | 臺中市梧棲區   |      |          |      | 砂岸     |
| 西部砂泥海岸       | 臺中市龍井區   |      |          |      | 砂岸     |
| 西部砂泥海岸       | 彰化縣伸港鄉   |      |          |      | 砂岸     |
| 西部砂泥海岸       | 彰化縣線西鄉   |      |          |      | 砂岸     |
| 西部砂泥海岸       | 彰化縣鹿港鎮   |      |          |      | 砂岸     |
| 西部砂泥海岸       | 彰化縣芳苑鄉   |      |          |      | 砂岸     |
| 西部砂泥海岸       | 彰化縣大城鄉   |      |          |      | 砂岸     |
| 西部砂泥海岸       | 雲林縣麥寮鄉   |      |          |      | 砂岸     |

## 北部岬灣海岸
北部海岸西起淡水河口，東至三貂角，長約80餘公里（以下海岸地點由西往東排列）。
新北市
- 沙崙海水浴場
- 洲子灣海灘
- 淺水灣 (台灣)
  - 芝蘭公園
- 麟山鼻岬角
- 白沙灣海水浴場
- 富貴角岬角，台灣本島最北部的岬角
- 老梅綠石槽礁岩
- 核一廠
- 中角灣
- 金山溫泉海灘
- 燭台沙灘
- 下寮海灘
- 核二廠
- 國聖埔海灘
- 金山岬
- 野柳岬角
- 翡翠灣

基隆市
- 大武崙澳底沙灘
- 外木山濱海風景區
- 和平島
- 八斗子半島

新北市
- 深澳岬角
- 瑞濱海灣
- 鼻頭角岬角
- 龍洞 (台灣)海灣
- 龍洞 (台灣)灣岬
- 金沙灣海濱公園
- 新北市貢寮區澳底公園
- 核四廠
- 鹽寮海濱公園
- 龍門里 (新北市貢寮區)沙灘
- 福隆海水浴場海灣
- 卯澳灣
- 三貂角岬角，台灣最東北部的岬角，屬於雪山山脈北尾端

## 西部砂泥海岸
北起淡水河口，南至屏東縣枋山鄉楓港，長約400餘公里。海岸線平直，沙灘綿延，多為泥沙海岸線，桃園海岸有植物藻礁地形（以下海岸地點由北往南排列）。
新北市
- 挖子尾自然保留區
- 南灣頭
- 林口火力發電廠
- 頂寮沙灘

桃園市
- 竹圍海水浴場
- 許厝港濕地
- 觀音草漯沙丘
- 白玉藻礁
- 白玉海濱
- 觀音海水浴場
- 大潭藻礁
- 大潭工業區
- 桃園觀新藻礁生態系野生動物保護區（觀新藻礁）
- 永安海濱公園

新竹縣
- 新豐濕地
- 新月沙灣

新竹市
- 香山濕地

苗栗縣
- 白沙屯海岸
- 通霄海水浴場

台中市
- 高美濕地
- 台中火力發電廠，台灣發電量最大的發電廠
- 大肚溪口野生動物保護區

彰化縣
- 肉粽角海灘
- 彰濱工業區

雲林縣
- 第六套輕油裂解廠，麥寮台塑工業園區
- 臺西夢幻沙灘

嘉義縣
- 外傘頂洲
- 白水湖壽島

台南市
- 七股潟湖
- 頂頭額汕沙洲，俗稱台灣的撒哈拉沙漠
- 台江國家公園
- 黃金海岸 (臺南市)
- 台南市南區親水公園

高雄市
- 永新漁港沙灘
- 援中港濕地公園
- 彌陀海濱遊樂區
- 柴山祕境海灘
- 旗津區
- 紅毛港文化園區
- 臨海工業區
- 林園海洋溼地公園（英语：Linyuan Ocean Wetland Park）

屏東縣
- 大鵬灣國家風景區
- 海鷗公園
- 乃木將軍登陸紀念公園
- 蕃仔崙海岸，枋寮新龍社區紅樹林

## 恆春半島珊瑚礁海岸
東起屏東縣滿州鄉九棚，西至楓港，長約90公里。
- 墾丁（以下海岸地點由東往西排列）
  - 九棚港仔大沙漠
  - 南仁自然景觀保護區
  - 出風鼻礁岩海岸
  - 軍艦岩
  - 佳樂水山海瀑布與海蝕礁岩
  - 港口溪海灘
  - 滿州海灘
  - 風吹砂熱帶沙灘
  - 砂島海灘
  - 香蕉灣
  - 船帆石小沙灘
  - 小灣海灘
  - 情人灘
  - 石牛溪海灘我聽了參觀採購的
  - 樂活南灣遊憩區（南灣）
  - 核三廠
  - 後壁湖保育沙灘
  - 後壁湖潮間帶
  - 墾丁白沙灣海灘
  - 萬里桐
  - 後灣(墾丁)
  - 海口沙漠

## 東部斷層海岸
北起三貂角，南至九棚，長約380公里。海岸線平直，斷崖緊鄰深海，地形陡峭（以下海岸地點由北往南排列）。
新北市
- 馬崗海蝕平臺
- 萊萊鼻海蝕平臺，有台灣本島唯一成列的玄武岩層牆，背向東北季風面

宜蘭縣
- 頭城大溪蜜月灣
- 北關海潮公園
- 頭城外澳沙灘
- 頭城竹安溪口溼地
- 壯圍蘭陽溪口水鳥保護區
- 清水 (宜蘭縣)沙灘
- 利澤沙丘海岸
- 利澤工業區
- 無尾港濕地
- 北方澳鼻岬角
- 南方澳，台灣最大的陸連島
- 豆腐岬
- 內埤海灘
- 烏岩角，是中央山脈主脊北起點
- 東澳北溪出海口
- 東澳灣 (台灣)
  - 愛情鎖海灘
- 宜蘭烏石鼻海岬
- 南澳溪口
- 南澳神秘海灘
- 觀音海岸野生動物重要棲息環境，大濁水溪出海口

花蓮縣
- 和平工業區
- 和平礁
- 姑姑子斷崖
- 和仁海灘
- 清水斷崖
- 坂下海灣
- 月牙灣觀海區
- 曼波海灘
- 康樂泊區
- 七星潭海岸風景特定區
- 奇萊鼻岬角
- 花蓮環保公園
- 北濱公園海灘
- 吉安海濱公園
- 鹽寮蔚藍海岸
- 遠雄海洋公園
- 跳浪斷崖
- 灰姑娘的黑色沙灘
- 換膚海灘
- 母子海岸
- 磯崎海灘
- 石梯灣
- 石梯坪
- 花蓮烏石鼻

台東縣
- 成功鎮石雨傘石灰岩海蝕岬角
- 三仙台岬角
- 麒麟海灘
- 杉原海水浴場
- 九棚港仔大沙漠

## 海嘯
海嘯大多是由地震引起，台灣海岸有海嘯文獻紀錄的是1661年的台南海嘯，1781年的屏東東港鎮 (台灣)海嘯，1782年的台南大海嘯，1867年基隆海嘯。大多數專家認為台灣不容易遇到海嘯，仍有可能發生的海岸為宜蘭東北海域、台灣西南海岸。

### 海嘯預警
2018年中央氣象局與台灣大學合作在台灣東南方與西南方設置浮標，以偵測海嘯來臨建立海嘯預警浮標系統，

## 侵蝕與淤積
海岸線的侵蝕與淤積變化因素有海浪侵蝕，河流出海口淤積，河川水流量改變造成出海口附近海岸線變化，另外河川上游興建水庫、海岸港口、突堤堤防、離岸堤防等人工建設等設施影響也是影響海岸線常見因素。出海口河川上游興建水庫造成下游河流出海口泥沙減少，人工堤防或離岸堤防造成的凸堤效應影響海岸沿岸漂沙上游的淤積，以及下游的侵蝕。

### 海岸侵蝕
新北市淡水河口南側的八里海水浴場在1985年到1987年間因為砂石業者抽沙，以及石門水庫與翡翠水庫興建後河川沙源減少，經過20年後海岸沙灘退縮500公尺，造成海灘消失；台南海岸線也因為1994年將軍漁港堤防興建後，因為凸堤效應造成防波堤南側2公里長的沙灘消失，在曾文水庫興建後更進一步造成海岸線後退，七股海岸後退了200公尺，台南黃金海岸的沙灘也在20年間後退了30公尺，經濟部中央地質研究所監測全台灣12處海灘與沙洲嚴重流失，1987年到2017年30年間全台灣海岸線後退了100到650公尺。
屏東縣佳冬鄉塭豐村的三公里長海岸線沙灘因超收地下水、地層下陷3.06公尺而改為使用海水養殖漁業，為了保護受侵蝕的海岸沙灘，海堤外設置24座離岸堤以保護村民。

### 海岸淤積
由於海岸侵蝕造成的漂沙與台灣西部海岸較多河川夾帶泥沙進入海中，以及西海岸潮差較北部、南部、東部都大，造成台灣西海岸港口有泥沙淤積問題，如清朝時期位於現今嘉義與彰化間的海豐港。

## 污染
- 位於台南市與高雄市的界河二仁溪，因為1960年代開始進口廢五金提煉貴金屬，1980年代中下游已經是廢五金工廠集散地，廠商直接排放未處理的高濃度金、銀、銅、鐵、鉛等重金屬的鹽酸、硫酸、硝酸酸性化學藥劑到二仁溪中，造成二仁溪出海口海水污染，污染範圍在南北各5公里、離岸3到4公里之廣，此附近海域已不適合淺海養殖，在1986年爆發綠牡蠣事件後政府禁止在二仁溪河出海口養殖牡蠣。不肖廠商在二仁溪河灘高地焚燒電纜線，又造成堪稱世紀之毒的多氯聯苯污染二仁溪。[8][20][21]

## 濱海公路
北海岸與東北角海岸：
- 台2線，西起新北市淡水區關渡大橋，東至宜蘭縣蘇澳鎮。

西海岸：
- 台61線，北起新北市八里，南至台南市七股區，是全台灣最長的快速道路，因為沒有收取過路費，被戲稱窮人的高速公路。
- 台17線，北起台中市清水區，南至屏東縣枋寮鄉，又稱「西部濱海公路」。
- 台15線，北起新北市淡水區關渡大橋，南至新竹市香山區浸水橋北端。

東海岸：
- 台11線，花東海岸公路

恆春半島：
- 台26線以及台1線屏東至楓港段

## 外部連結
- （繁體中文）台灣海岸-- 經濟部水利署